# Tersløse Sogn
Tersløse Sogn var et sogn i Ringsted-Sorø Provsti (Roskilde Stift).
I 1800-tallet var Skellebjerg Sogn i Løve Herred anneks til Tersløse Sogn, der i gejstlig henseende også hørte til Løve Herred, men ellers til Merløse Herred, også i Holbæk Amt. Tersløse-Skellebjerg sognekommune indgik i 1966 - 4 år før kommunalreformen i 1970 - i Dianalund Kommune, der ved strukturreformen i 2007 indgik i Sorø Kommune.
I Tersløse Sogn ligger Tersløse Kirke fra Middelalderen, Kolonien Filadelfia Kirke fra 1904 og Skovkirken under Filadelfia fra 1973.
1.	december 2024 indgik sognet i Tersløse-Skellebjerg-Niløse Sogn
I sognet findes følgende autoriserede stednavne:
- Atterup (bebyggelse, ejerlav)
- Brandstrup (bebyggelse, ejerlav)
- Bøgeskov (areal, bebyggelse)
- Dianalund (bebyggelse)
- Filadelfia (bebyggelse)
- Hesselhuse (bebyggelse)
- Kammergave Mark (bebyggelse)
- Karsholte (bebyggelse, ejerlav)
- Klokkerskov (bebyggelse)
- Kragebro (bebyggelse)
- Sønderskov (bebyggelse)
- Tersløse (bebyggelse, ejerlav)
- Vejrbæk (bebyggelse)

## Eksterne kirker/henvisninger
- Fil med information om sogne og kommuner
- Autoriserede stednavne i Danmark

55°30′42″N 11°29′16″Ø / 55.5117°N 11.4878°Ø